# Histoire des représentations de l'Inquisition
L'Inquisition, par la violence de son système de contrôle de la liberté de penser, et en particulier par ses grands autodafés publics, a durablement marqué l'imaginaire collectif, comme on le constate à travers les nombreuses fictions qui reprennent avec peu de nuances les stéréotypes négatifs, comme celui de l'Inquisiteur cruel envoyant systématiquement les prévenus se faire torturer par un bourreau pervers avant de les condamner au bûcher sous un motif fallacieux. Cependant, des études d'historiens contemporains tendent à relativiser plusieurs de ces stéréotypes, comme la fréquence et l'intensité de l'usage de la torture et des condamnations à mort, pour rétablir une image plus nuancée de la norme du fonctionnement de cette institution, sur la base de données objectives, comme les registres des jugements.
Lorsque les historiens ont commencé, à la fin du XXe siècle, à étudier l'histoire des représentations de l'Inquisition, ils ont identifié plusieurs étapes dans la déformation volontaire des faits : après une première vague de propagande religieuse et politique menée aux XVIe et XVIIe siècles par les ennemis et rivaux de l'Empire espagnol, et en particulier par les protestants, les intellectuels anticléricaux des Lumières ont propagé au XVIIIe siècle des représentations caricaturales, engagées, reprises par les Romantiques du XIXe siècle.

## La Réforme protestante et l'Inquisition
La première phase de diffusion écrite d'une représentation idéologiquement orientée de l'Inquisition est liée à la répression de la Réforme protestante, en particulier sur les territoires espagnols, sous les règnes de Charles Quint puis de son fils Philippe II.
En 1522, Charles Quint crée un poste d'Inquisiteur Général des Pays-Bas, qui étaient alors la possession du roi d'Espagne, en y nommant François Vander Hulst, pour étendre son pouvoir impérial à travers cette institution et lutter plus efficacement contre les schismatiques. Cette Inquisition hollandaise, principalement au milieu du XVIe siècle, réprima de manière particulièrement violente ce qui était considéré par l'Église catholique comme une hérésie. Les victimes de cette répression religieuse furent considérées comme des martyrs de la Réforme, et la répression elle-même alimenta dans la population néerlandaise le rejet du régime espagnol, qui fut obtenu à la suite de près d'un siècle de troubles (guerre dite de Quatre-Vingts Ans, 1566-1648). L'indépendance de la Hollande se construisit ainsi sur un fond de lutte pour la liberté religieuse, contre l'Espagne catholique et son Inquisition.
À la fin du XVIe siècle, le thème de l'Inquisition passe ainsi dans la culture des Églises réformées, porté par un culte des héros à la fois nationaliste et religieux. De nombreux pamphlets commencent à diffuser alors une image réaliste mais caricaturale de l'Inquisition, décrivant les pires pratiques inquisitoriales comme étant la norme d'une institution vicieuse et fanatique. C'est ainsi qu'en 1567 le protestant espagnol Antonio del Corro (sous le pseudonyme Reginaldus Gonzalvus Montanus) expose les pratiques de l'Inquisition espagnole dans son ouvrage Sanctae Inquisitionis Hispanicae Artes aliquot detectae ac palam traductae, en présentant « chaque victime de l'inquisition comme innocente, chaque inquisiteur comme vénal et trompeur, et chaque étape de la procédure inquisitoriale comme une violation des lois de la nature et de la raison » (Peters 1988, p. 134). Ce livre aura un énorme succès : réimprimé et traduit à de nombreuses reprises, il restera longtemps la référence absolue sur l'Inquisition pour ses détracteurs[réf. nécessaire]. Une autre source notable sera l'Apologie de Guillaume de Nassau, publiée en 1581 par le huguenot Pierre Loyseleur de Villiers. La majorité des charges contre l'Inquisition s'appuieront ensuite sur de telles sources.
L'Angleterre du XVIIe siècle est à la fois protestante, en contact culturel et économique étroit avec la Hollande, et en lutte d'influence contre l'Espagne catholique. De plus, depuis 1533, elle baigne dans un anti-papisme officiel et la réconciliation avec Rome durant le bref règne de Marie Tudor (de 1553 à 1558), assortie de persécutions contre les protestants, ne fera que radicaliser le rejet du catholicisme sous le règne suivant d'Élisabeth Ire. Dans ce contexte, le thème de l'Inquisition trouve un nouveau relais dans les milieux protestants et nationalistes anglais (Peters 1988, p. 139-144). En décrivant les violences des débuts de l'Inquisition espagnole comme une norme du fonctionnement de cette institution et, par extension, du catholicisme (on trouve un exemple précoce de cette relecture dans l'histoire et l'œuvre d'Antonio del Corro (es)), la référence à l'Inquisition permet aux Anglais de valoriser, par contraste, la liberté et la libération apportées par le protestantisme, et de justifier moralement la lutte contre le catholicisme aussi bien externe (guerre contre l'Espagne) qu'interne (persécutions religieuses en Irlande).

## L'anticléricalisme et l'Inquisition
- Si vous ne connaissez pas le sujet, laissez ce bandeau (vous pouvez alors contacter les auteurs).
- Si vous supprimez le contenu mis en cause (vous pouvez préalablement contacter les auteurs),

argumentez précisément cette suppression dans la page de discussion
(un manque de référence n'est pas un argument ; une recherche réelle de référence doit avoir été effectuée, être formellement documentée).

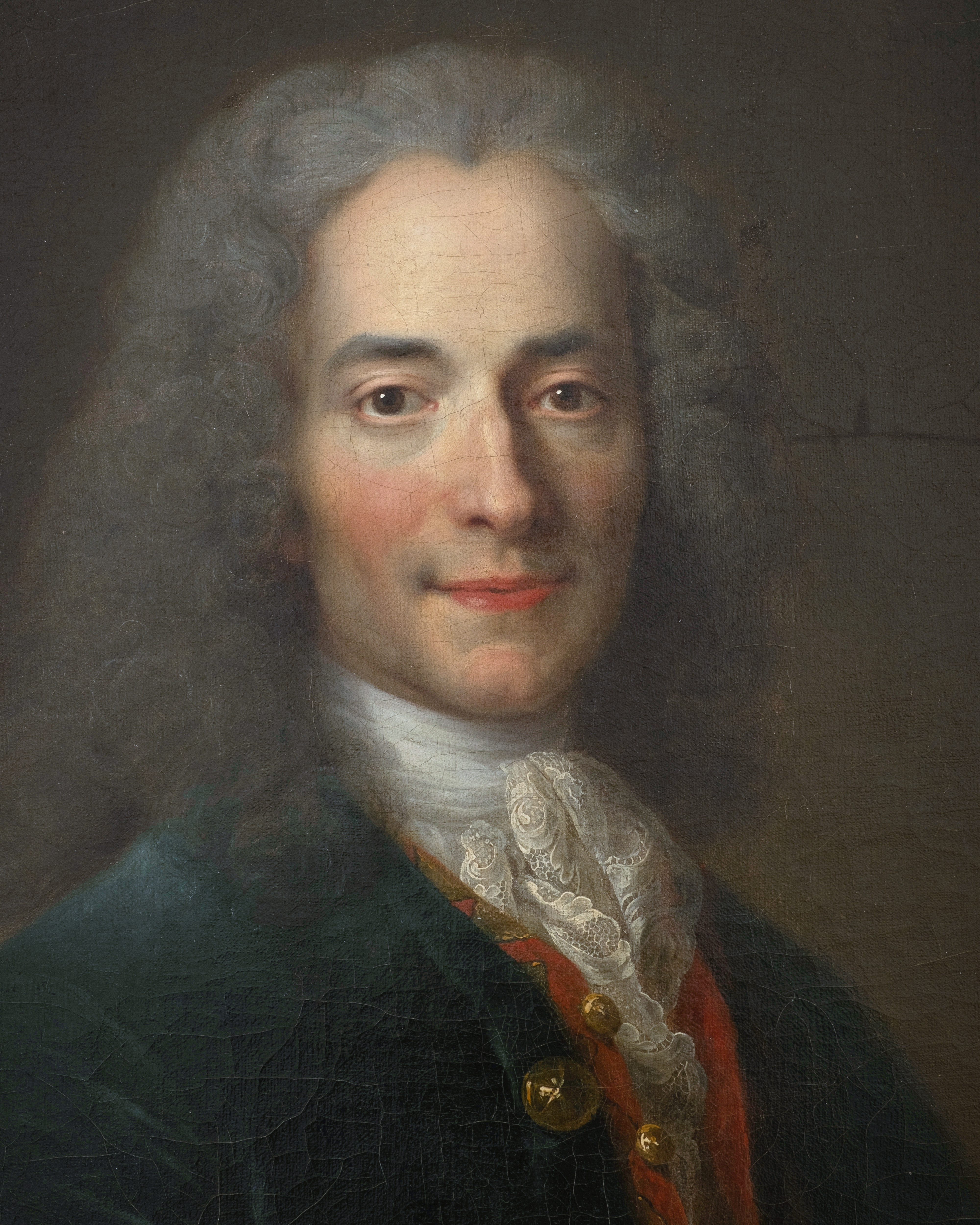
Voltaire.

Le XVIIIe siècle est celui des Lumières, dont la philosophie se définit comme se démarquant de l'obscurantisme passé : la religion naturelle s'oppose au dogme traditionnel. L'idée de chercher la vérité à travers le libre exercice de la raison éclairée par le débat, portée par la noble ambition de former des hommes « libres et de bonnes mœurs », est alors opposée au dogmatisme que symbolise l'Inquisition.
L'incursion de l'Inquisition dans le domaine du débat scientifique avec le procès de Galilée (1633) fut à l'origine de la réaction de Descartes et de sa philosophie mécaniste. La confusion entre vérités de foi et recherche d'un fondement scientifique posa un problème de méthode, qui reste actuel. La revendication d'une certaine autonomie par Galilée est à l'origine du principe d'autonomie de la science, qui s'oppose aux méthodes jugées arbitraires de l'Inquisition.
Ce programme passe des loges anglaises, largement en symbiose avec l'Église d'Angleterre, et essaime en France, dans une élite intellectuelle qui commence à être déchristianisée. Les francs-maçons, qui étaient alors devenus des ennemis farouches de l'Église catholique et de l'Inquisition, surtout après leur première condamnation par le Pape en 1738, ont utilisé les descriptions les plus négatives de l'Inquisition pour illustrer les débats sur l'obscurantisme et la liberté.
L'Inquisition devient alors un thème récurrent du discours anticlérical. Voltaire la prend pour cible constante. Diderot et d'Alembert la prennent également pour cible dans leur Encyclopédie : dans le Discours préliminaire de l'Encyclopédie, d'Alembert la critique sévèrement, sans la nommer, pour la condamnation de Galilée. Le thème de cette nouvelle image n'est plus seulement la violence, mais la raison. L'Inquisition devient le symbole de l'obscurantisme, l'instrument par lequel l'Église impose un dogme par la violence.

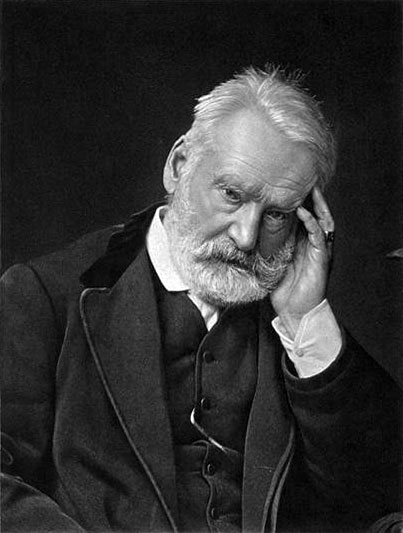
Victor Hugo, 1883.

Au XIXe siècle, le thème des lumières continue à vivre dans le discours anticlérical, et est de plus relayé par la vision que le romantisme a donné du Moyen Âge, dont l'image est reconstruite à cette époque (voir par exemple dans un autre registre le cas de Viollet le Duc). Ainsi, Jules Michelet publie en 1841 Le Procès des Templiers, en 1862 La Sorcière ; Victor Hugo publie en 1882 un drame en quatre actes intitulé « Torquemada », et relate, dans Notre Dame de Paris, le sort d'Esméralda. Quelques années plus tôt, en 1867, le Don Carlos de Verdi, d'après Friedrich von Schiller, avait diffusé dans le public une image à la fois négative et emblématique avec le personnage du « Grande Inquisitore, cieco e nonagenario » (le « Grand Inquisiteur, aveugle et nonagénaire »). Ce genre de thème littéraire (se présentant parfois comme des œuvres historiques, voir Histoire de l'Inquisition en France) entretient et développe l'image d'une Inquisition menée par des ecclésiastiques rigides et pervers ayant opprimé les populations de la même manière barbare à toutes les époques. Cette vision est également propagée par l'école publique rendue publique, laïque et obligatoire par les lois Jules Ferry.
Dans l'épopée des Pardaillan, un des succès de la littérature d'aventure du début du XXe siècle, l'Inquisition espagnole apparaît non seulement comme une juridiction spéciale, mais encore comme une organisation occulte autonome, plus puissante que le pape et disposant de son propre service de renseignement.
Au XXe siècle, l'Inquisition passe dans le vocabulaire courant, devenant un mot commun pour désigner un certain genre de persécution, hystérique, souvent collective et toujours spectaculaire. Le genre littéraire toujours actif se prolonge dans la bande dessinée, les jeux vidéo, faisant plus souvent référence aux stéréotypes de la légende noire de l'Inquisition que prétendant refléter une réalité plus nuancée sur la base des recherches historiques contemporaines.
À la fin du XXe siècle, deux œuvres occupent une place à part. Dans son roman Le Nom de la rose (1980), Umberto Eco choisit pour personnage principal un ancien inquisiteur, Guillaume de Baskerville, qui fait office de détective élucidant une série de meurtres. Un an plus tard, dans son film La Folle Histoire du monde (1981), Mel Brooks se met lui-même en scène dans un sketch parodique qui représente l'inquisition sous la forme d'une comédie musicale.

## Perception contemporaine de l'Inquisition
La superposition de ces mouvements et enjeux sociaux a probablement contribué à grossir les traits les plus noirs de la méthode de l'Inquisition : torture, dogmatisme, injustice envers des victimes innocentes, fanatisme, antijudaïsme, obscurantisme, etc.
La très grande majorité des publications contemporaines qui n'émanent pas de spécialistes de l'histoire véhiculent une représentation de l'Inquisition uniforme et très négative, reproduisant des images stéréotypées, telles que des scènes de torture sadique, des conditions d'emprisonnement inhumaines, des inquisiteurs en plein délire fanatique prenant plaisir à condamner à mort des innocents et les flammes d'un bûcher dressé sous un ciel d'orage, d'où le condamné lance une dernière malédiction.
Sur le plan sémantique, les mots de la famille « Inquisition », « inquisitorial », etc. sont passés dans le langage courant avec une connotation très négative, et l'idée générale de quelqu'un qui fait subir un interrogatoire en règle sans en avoir le droit moral.
Bien sûr, cette image de l'Inquisition n'est pas uniquement le fruit de la propagande négative diffusée par les opposants de l'Église catholique et des pays qui y étaient alliés : elle repose sur la mémoire de faits historiques. Ceux-ci ne représentent qu'une proportion mineure de l'activité de ces institutions. Pour les normes sociales et éthiques contemporaines, ils restent extrêmement choquants, alors même qu'ils n'étaient pas exceptionnels pour leur époque, où la pratique de la torture restait chose courante pour obtenir des aveux. (l'usage de la violence pour terroriser les populations a davantage été une méthode imposée par les monarques pour contrôler et unifier leur territoire, et ainsi donner naissance à l'État moderne, qu'une spécificité de l'Inquisition au sein de son époque).[réf. nécessaire]
Pour Mgr Claude Dagens : « l'Inquisition fait partie, avec les Croisades, les guerres de religion et les pratiques d'exclusion à l'égard de certaines personnes (notamment les Juifs), de la mémoire sombre de l'Église. Il n'est donc pas question de se refuser à des démarches de repentance. Il constate néanmoins que cette mémoire sombre entraîne une perte de visibilité de l'Église, et qu'elle se traduit aujourd'hui par une certaine indifférence religieuse. Les chrétiens doivent y faire face à partir d'une culture historique plus solide. Il ne faut pas que des épisodes négatifs du passé s'imposent dans le présent d'une manière fantasmatique. Le travail de la mémoire n'est pas fait pour aggraver une culpabilité collective, mais pour libérer la conscience sous le regard de Dieu et pour aller de l'avant ».
Les lois mémorielles — par exemple Loi Gayssot (par son article 9) — présentent la difficulté d'être dans une dynamique d'inquisition : la puissance publique y reçoit la mission d'interdire des opinions par un arsenal juridique. Ces lois font objet de débats réguliers.